# With the Beatles
| Recensione         | Giudizio |
| ------------------ | -------- |
| AllMusic           | [ 8 ]    |
| ConsequenceOfSound | B        |
| Pitchfork          | [ 10 ]   |
| Piero Scaruffi     | [ 11 ]   |

With the Beatles è il secondo album in studio del gruppo musicale britannico The Beatles, pubblicato il 22 novembre 1963 dalla Parlophone e prodotto da George Martin; negli U.S.A. venne pubblicato con il titolo "The Beatles' Second Album" con diversa copertina e sequenza di brani modificata dalla Capitol Records. Compare nel volume 1001 Albums You Must Hear Before You Die.

## Storia
Come il precedente Please Please Me, anche in questo caso l'LP contiene otto brani originali (compreso il primo di George Harrison: Don't Bother Me) e sei cover; molte tracce dell'album vennero pubblicate negli Stati Uniti nel gennaio 1964 con il titolo di Meet the Beatles!. With the Beatles fu il primo album discografico nel Regno Unito a raggiungere il milione di copie vendute, record ottenuto nel 1965.
Nel Regno Unito l'album fu pubblicato il 22 novembre 1963 sia in edizione mono che stereo.

## Copertina
La foto di copertina è opera di Robert Freeman. Il fotografo ricevette dai Beatles alcune inquadrature in bianco e nero di Stuart Sutcliffe eseguite ad Amburgo da Astrid Kirchherr, e fu incaricato di progettare una copertina sulla scorta delle fotografie che gli erano state mostrate. Gli scatti vennero effettuati in un hotel di Bournemouth, ma il risultato finale, assai innovativo per l'epoca, fu disapprovato dalla EMI e da Brian Epstein perché considerato "luttuoso" e poco vantaggioso per l'immagine del gruppo. I Beatles però si impuntarono e le vendite e il gradimento dei fan per la copertina in chiaroscuro diedero loro ragione e chiusero qualsiasi controversia.

### Edizioni estere
- In Italia il disco venne pubblicato nel 1964 dalla Parlophon con il titolo "I favolosi Beatles" e copertina differente, ma con le stesse canzoni prima con etichetta rossa (PMCQ 31503) e poi con etichetta nera (EMI Parlophone 3C 062 04181)[19]. Solo nel 1976 uscì anche in Italia con copertina originale e etichetta nera (EMI Parlophone 3C 064-04181).[senza fonte]
- In Francia il disco venne pubblicato dalla Odeon con il titolo "Les Beatles" e copertina differente[20].

## Brani
Su quattordici tracce, sei sono cover di altri autori:
- Till There Was You fu scritta da Willson ed era la sigla dello show The Music Man. Se ne ricorda anche la interpretazione datane da Chet Atkins, chitarrista che George Harrison e Paul McCartney hanno sempre detto di ammirare, tanto che era noto come "Mr. Guitar";
- Please Mister Postman è un successo del quartetto femminile delle Marvelettes, scritto da Dobbin-Garrett-Garman-Brianbert;
- Roll Over Beethoven è un classico rock and roll di Chuck Berry, suonato spesso dal vivo soprattutto agli esordi dei Beatles;
- You Really Got a Hold on Me di Smokey Robinson è una canzone lanciata dal complesso statunitense dei Miracles;
- Devil in Her Heart di Drapkin era cantata in origine dalle Donays;
- Money, di Bradford-Gordy, era spesso eseguita dal vivo al Cavern Club di Liverpool;
- I Wanna Be Your Man, scritta da Lennon e McCartney, era stata precedentemente incisa dai Rolling Stones.

### It Won't Be Long

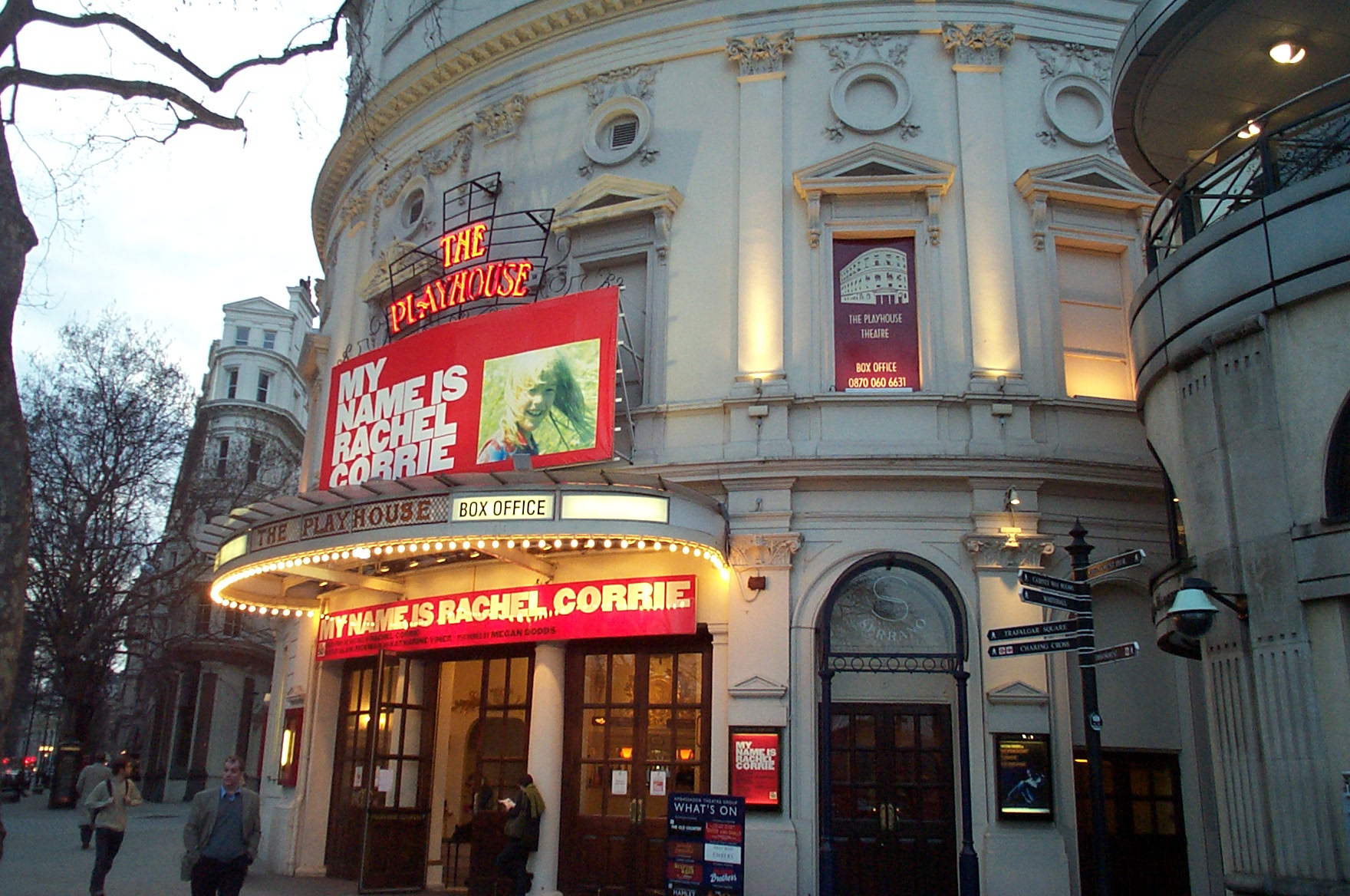
Il Playhouse Theatre

Fu Lennon a comporre – e perciò a cantare – questo motivo nel quale per la prima volta l'autore tratteggia alcuni temi che lo caratterizzano e che rielaborerà lungo tutto l'arco della carriera con il gruppo: la solitudine, l'infelicità, l'insuccesso e il sentirsi rifiutato nei rapporti sentimentali – problematiche che possono essere fatte risalire alle tormentate vicende familiari con il padre (che abbandonò la famiglia quando John aveva quattro anni) e soprattutto con la madre. La frase iniziale del brano è un gioco di parole tipicamente lennoniano: "it won't be long till I belong to you" (non ci vorrà molto prima che io ti appartenga).
Il pezzo non faceva parte del repertorio che il gruppo suonava nei concerti dal vivo e per questa ragione furono necessarie ventitré riprese prima di raggiungere il risultato finale. Dieci di questi furono incisi nella mattinata del 30 luglio, i restanti tredici in serata e fra i due blocchi i Beatles fra l'altro tennero due esibizioni al Playhouse Theatre davanti alle telecamere della BBC.
Così come nel singolo She Loves You anche in It Won't Be Long gli ascoltatori ebbero modo di seguire il coro "yeah, yeah, yeah" che sarebbe diventato il contrassegno distintivo dei Beatles dell'epoca.

### All I've Got to Do
Inciso in un'unica seduta l'11 settembre 1963, è un motivo composto da John due anni prima e in cui emerge l'impronta di Smokey Robinson, al quale in quel periodo Lennon si ispirò in più occasioni; anche se il lavoro ultimato richiama molto più da vicino lo stile delle Shirelles, in particolare Baby It's You, canzone che il gruppo aveva già inciso nel precedente album Please Please Me.
Nella melodia e nelle liriche è possibile rintracciare alcuni degli stilemi lennoniani dell'epoca – l'andamento indolente, gli accordi sincopati della chitarra, un velo di cupa tristezza – assieme agli “yeah” ormai divenuti un inconfondibile marchio beatlesiano.
All I've Got to Do, come It Won't Be Long, non apparteneva ai pezzi normalmente suonati nei concerti e pertanto non era rodata al punto giusto. Dei quindici nastri registrati in totale, alcuni di essi dovettero essere scartati a causa di false partenze o di errori dovuti ai malintesi per il mancato collaudo "sul palco".

### All My Loving
Paul compose il pezzo ideandolo in forma epistolare e dedicandolo alla nuova fiamma Jane Asher e, al contrario dei propri abituali procedimenti compositivi, l'autore scrisse prima le liriche e poi vi adattò la melodia. L'elaborazione del brano passò attraverso tre fasi: l'ispirazione, che avvenne una mattina mentre Paul si radeva, la composizione del testo sul pullman riservato agli spostamenti del gruppo e infine lo stesso giorno la creazione della melodia con l'ausilio di un pianoforte al Moss Empire Theatre, prima di un concerto del tour con Roy Orbison.
La data dell'incisione è il 30 luglio, giorno in cui furono registrati i quattordici nastri. Emerge l'assolo di chitarra in stile rockabilly eseguito contemporaneamente con il plettro e con le ultime tre dita della mano destra a pizzicare le corde, tecnica che Harrison mutuò da Buddy Holly, Eddie Cochran e Carl Perkins. Il risultato ottenuto – come sarebbe apparso alla pubblicazione dell'album – portò Alan Smith, critico dell'autorevole rivista NME, a qualificarlo come «sensazionale» e il «vero pezzo forte» dell'intero LP. Lo stesso Lennon, sempre assai avaro di riconoscimenti nei confronti del suo amico-rivale, parlò del pezzo in termini lusinghieri.
La mescolanza di sonorità che diventavano distintive dal resto del panorama musicale inglese, del ritmo dinamico dell'esecuzione e del testo che permetteva un processo emotivamente forte di autoidentificazione fecero del pezzo una sigla perfetta per le fan del gruppo che si ritenevano destinatarie delle accattivanti parole d'amore. Anche per questo gran parte della critica individua nel brano l'esplosivo inizio della Beatlemania.
All My Loving segna uno spartiacque nelle dinamiche interne ai Beatles. Fino ad allora, Lennon era considerato il leader del gruppo; con la sua nuova composizione, McCartney si scrolla di dosso il ruolo di gregario assumendo una posizione che lo mette su un piano almeno equivalente a quello di John.
La composizione ha avuto un centinaio di cover e fra gli artisti che hanno ripreso il motivo si annoverano i Trends, Herb Alpert e Count Basie. Versioni straniere includono anche adattamenti in francese, in spagnolo, in portoghese e in gallese.

### Don't Bother Me

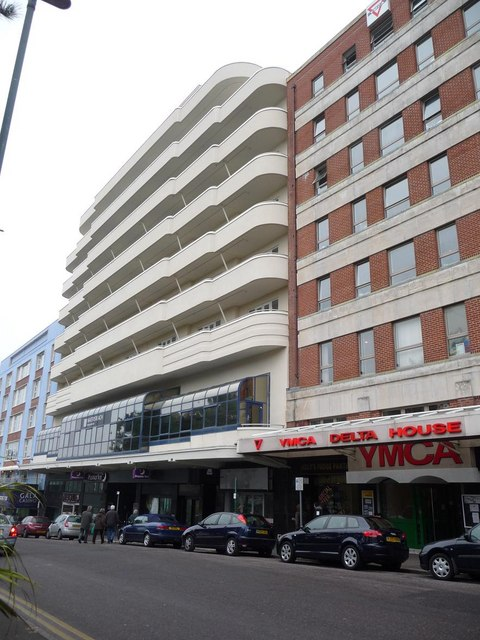
A fianco del YMCA, l'hotel di Bournemouth dove i Beatles alloggiavano

Segna l'esordio in qualità di compositore di George Harrison, che così interrompe, sia pur momentaneamente, il monopolio creativo della coppia Lennon-McCartney (per Ringo bisognerà aspettare il 1968 con la sua Don't Pass Me By pubblicata sul White Album).
La canzone venne scritta a Bournemouth in un momento in cui l'autore era a letto ammalato e non voleva essere disturbato e da qui il titolo del pezzo.. Tuttavia, Bill Harry avanza una diversa tesi: in quel periodo Harry provocava con insistenza George rimproverandogli la scarsa vena compositiva e il titolo può essere la risposta del Beatle a questi assilli.
Nel testo, George tratta del trauma dovuto all'abbandono della propria donna, esperienza che lo isola dal mondo per sua stessa volontà. La melodia è un alternarsi di maggiori e minori e non poteva mancare un assolo di chitarra di Harrison che, quale compositore del pezzo, esegue anche la linea vocalica principale.
L'11 settembre il brano venne registrato in studio, ma nessuno dei sette nastri incisi risultò essere soddisfacente. Perciò il giorno successivo il gruppo si ritrovò ad Abbey Road e la canzone subì un rifacimento in dieci nastri. La quarta ripresa di questa seduta fu scelta quale migliore e su di essa furono sovraincisi una seconda linea vocalica di George, il tamburello di John, i legnetti percossi da Paul e il bongo arabo di Ringo. Dopo una serie di prove da parte di Lennon per "sporcare" il suono attraverso distorsioni, con il consenso di George Martin, per la prima volta la chitarra venne trattata con un compressore di suono che alterasse il suono dello strumento avvicinandolo a quello di un organo.

### Little Child
Composta da Paul e John e cantata da quest'ultimo, era stata originariamente concepita in modo da essere adattata alla voce di Ringo. Perciò era melodicamente piuttosto elementare in quanto, secondo l'opinione di Paul, «[Ringo] non aveva una gamma vocale molto ampia, ma era bravo nel con brio e spirito, se il motivo era semplice e orecchiabile».
Il pezzo trae ispirazione da Whistle My Love del compositore inglese di musica folk Elton Hayes, da cui gli autori si appropriarono di alcuni passaggi melodici e del frammento di testo "I'm so sad and lonely".
Come nel caso di Don't Bother Me, il pezzo – che vede un assolo di armonica di John nella sezione centrale e la sua voce raddoppiata – venne dapprima inciso l'11 settembre su due soli nastri e il 12 dello stesso mese quasi completato con altri sedici riprese. Qualche ritocco per ultimare il lavoro definitivamente fu apportato il 3 ottobre.

### Till There Was You

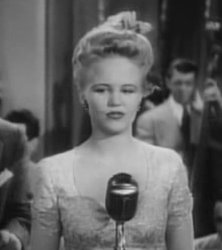
Peggy Lee, interprete originaria del brano

Prima cover a comparire nell'album, fu anche il brano a cui si lavorò in studio il 18 luglio 1963, primo giorno di registrazioni per l'LP With the Beatles. Tuttavia, il risultato dei tre nastri non risultò pienamente soddisfacente e così, nella successiva seduta del 30 luglio, la canzone venne ripresa, riarrangiata e messa su nastro in cinque tentativi di cui l'ultimo fu giudicato superiore agli altri e costituì perciò la versione definitiva.
Ballata dolce e placida adatta all'inconfondibile stile vocale di McCartney e anticipatrice di sue composizioni originali ricche di richiami bucolici, fu composta da Meredith Willson, autore delle musiche della commedia musicale The Music Man per le quali ricevette un Grammy Award nel 1958. Catturata nel 1961 dall'orecchio sensibile di Paul nella versione eseguita dalla versatile cantante statunitense Peggy Lee, venne inserita nel repertorio del gruppo a partire dall'anno successivo.
Rappresenta il primo tentativo dei Beatles di cimentarsi in una registrazione in studio utilizzando in maggioranza strumenti non elettrificati e, nel caso di Ringo che mette da canto la batteria e mantiene il ritmo con due bongo, piuttosto inusuali. Oltre all'accompagnamento strumentale di Lennon, anche la linea melodica solista di Harrison è realizzata con una chitarra acustica dotata di corde di nylon. Per l'arrangiamento armonico, Harrison si avvalse dei consigli di Jim Gretty, il commesso del negozio musicale di Stanley Street, che gli insegnò alcuni accordi jazz.

### Please Mister Postman
Please Mr Postman è la cover di un pezzo portato al successo dal gruppo femminile delle Marvelettes e inciso su etichetta Tamla Motown. L'esecuzione vigorosa dei Beatles supera l'energia dell'originale e così ne fa perdere la leggerezza dell'esecuzione del gruppo americano.
La voce principale, supportata dai cori di George e Paul, è di John, che alterna la "t" addolcita all'americana in certe espressioni a quella dura dell'inglese. Il pezzo venne inciso il 30 luglio in nove nastri e a fine giornata si scelse il nastro 7 con sovraincisioni del nastro 9.

### Roll Over Beethoven
Il rock'n'roll di Chuck Berry irrompe in apertura del lato B dell'album con Roll Over Beethoven, che il musicista statunitense aveva registrato nel 1956. I Beatles dovevano la loro formazione musicale specialmente al rock'n'roll di provenienza d'oltreoceano e i pezzi di Berry – assieme a quelli di Elvis Presley – erano i più apprezzati dal gruppo e i più riprodotti nei loro concerti dal vivo.
George Harrison era tradizionalmente il cantante del pezzo e in sede di registrazione toccò a lui la linea vocale principale, più pastosa a paragone di quella di Berry. Data quindi la consuetudine di eseguire il pezzo in concerto, furono sufficienti cinque nastri per giungere alla versione finale.

### Hold Me Tight
In scaletta dal 1961 nei concerti al Cavern Club, Hold Me Tight venne composta da John e Paul quando vivevano ancora a Liverpool e i due la pensarono come un possibile 45 giri – al tempo si pubblicavano soltanto singoli. Invece non fu considerata, come il duo sperava, una composizione tanto brillante da poter diventare un singolo, ma comunque di livello soddisfacente così da essere inserita in un LP.
La prima versione del pezzo, destinata all'album Please Please Me, fu incisa l'11 febbraio del 1963, data in cui venne registrata gran parte del materiale che avrebbe formato l'LP. Tuttavia, nell'economia del primo 33 giri, anche a causa di una esecuzione incerta, Hold Me Tight fu ritenuta in esubero e perciò accantonata. A corto di materiale per With the Beatles, il brano fu ripescato sette mesi dopo la prima registrazione, ma si decise di rielaborarlo e il rifacimento ebbe luogo in studio su dieci nastri il 12 settembre dello stesso anno.
Musicalmente si situa a metà fra Smokey Robinson, a cui Lennon si voleva ispirare, e le Shirelles – in Will You Love Me Tomorrow nel passaggio in stile gospel “when the night meets the morning sun" che vedeva la ripetizione di parti del verso eseguita dalle voci di controcanto – il complesso vocale femminile di cui il gruppo nelle esibizioni dal vivo eseguiva diversi pezzi e che pertanto influenzò i Beatles nei loro primi passi di compositori. Il risultato finale risultò però essere poco amato dalla critica – anche per via del basso poco vigoroso e di qualche sbavatura vocale di Paul – oltre che dagli stessi autori.

### You Really Got a Hold on Me
Sotto il profilo cronologico, You Really Got a Hold on Me è il primo pezzo a cui il gruppo lavorò per il nuovo album. La data di registrazione è il 18 luglio 1963, giorno in cui i Beatles si presentarono in studio per eseguire gran parte delle cover che avrebbero arricchito l'LP.
Il brano, portato al successo negli Stati Uniti da Smokey Robinson e i Miracles l'anno precedente, era stato pubblicato in Inghilterra, ma non aveva riscosso lo stesso consenso del pubblico d'oltreoceano. Tuttavia, i Beatles lo avevano subito incamerato nel loro repertorio e quindi ne avevano acquisito familiarità, cosicché il settimo nastro registrato quel giorno fu quello giudicato il migliore e subì poche sovraincisioni. La breve introduzione al piano è eseguita da George Martin e duplicata sul finire del pezzo. La voce solista, convinta e incisiva, è di John Lennon – supportato da quella di McCartney. Con i versi "You treat me badly" e "You do me wrong now" "Mi tratti male... mi fai torto" John si fa di nuovo carico del tratto di autocommiserazione già mostrata in Misery nel precedente album.
Dopo tre mesi, il 17 ottobre, in una giornata storica per gli studi di Abbey Road dovuta alla rivoluzionaria introduzione dei nuovi registratori a quattro piste, il pezzo venne ripreso, ma tutti si resero subito conto che la versione su nastro di luglio restava la migliore e lasciarono perdere ulteriori tentativi.

### I Wanna Be Your Man

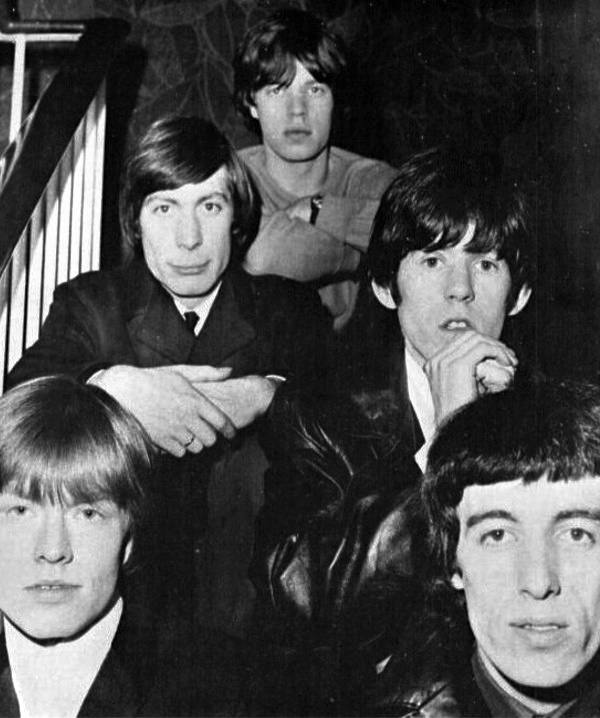
I Rolling Stones (1965)

La storia della canzone è intimamente intrecciata con il rapporto che i Beatles avevano con quelli che nell'immaginario collettivo erano ritenuti (e verranno sempre considerati) i loro antagonisti musicali.
Controversa è la genesi e l'attribuzione della scelta del titolo. Secondo quanto dichiara Paul, il verso era tratto da Fortune Teller, una canzone di Benny Spellman, altri sostengono che la paternità fosse da attribuire a John. Tuttavia, è consolidata la ricostruzione secondo cui il pezzo fu abbozzato da Paul che, d'accordo con John, decise di "cedere" l'idea musicale ai Rolling Stones. Si trattava solo di una canovaccio che tuttavia piacque a Brian Jones, chitarrista degli Stones. Così, dopo avere raggiunto il gruppo londinese al club Studio 51 di Soho, Paul e John si appartarono per qualche minuto e completarono la canzone, sorprendendo i leader della formazione "rivale" che rimasero esterrefatti per le capacità compositive del duo Lennon-McCartney.
Non si trattava di una composizione musicalmente complessa – tanto che fu Ringo a sostenere la voce solista – e tuttavia risultarono necessarie cinque sedute di registrazione (per un totale di sedici nastri) per arrivare al suo completamento. Il pezzo fu inciso a singhiozzo a partire dal nastro registrato l'11 settembre, sei tentativi il giorno seguente, la linea dell'organo ad opera di George Martin il 30 del mese, due riprese con le maracas suonate da Ringo il 3 del mese successivo e, nell'ultima seduta dedicata alle registrazioni per l'album, un nastro conclusivo il 23 ottobre.

### Devil in Her Heart
Registrato il 18 luglio, vede il contributo vocale principale di George Harrison. Il titolo del pezzo originale, composto da Richard Drapkin, era (There’s a) Devil in His Heart, dal momento che era interpretato dalle Donays, un gruppo femminile statunitense di Detroit. Le Donays avevano pubblicato nel 1962 il pezzo come lato A di un 45 giri che presentava, nel lato B, la canzone Bad Boy.
Il brano era già parte del repertorio dei Beatles nell'ultimo periodo di Amburgo e anche per questo bastarono sei nastri (di cui tre di base e altrettanti di sovraincisioni) per ultimare il pezzo.

### Not a Second Time
La canzone venne composta da Lennon e perciò sua è la linea vocalica. Al contrario dell'ottimismo che McCartney sfoggia in All My Loving, John riprende nel testo i suoi temi ricorrenti dell'amarezza, della sofferenza sentimentale e dell'abbandono.
La registrazione fu eseguita nella seduta serale dell'11 settembre con l'incisione di nove nastri – cinque dei quali sono la base e gli altri quattro costituiscono sovraincisioni della voce principale. La parte di pianoforte, come al solito, è affidata a George Martin.
William Mann, il critico musicale del Times, in una dotta recensione del brano analizzò tra l'altro la progressione armonica conclusiva del pezzo paragonandola a quella del Canto della Terra del compositore austriaco Gustav Mahler.

### Money (That's What I Want)

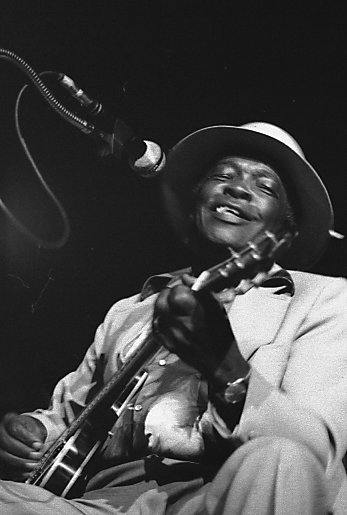
Il bluesman John Lee Hooker, 1978

Money (That's What I Want) è una composizione di Berry Gordy e Janie Bradford che il cantante statunitense Barrett Strong aveva inciso nel 1959 per l'etichetta Tamla (all'epoca non ancora Motown); il pezzo faceva già parte della scaletta dei Beatles fin dal periodo di Amburgo e sarebbe rimasto nel loro repertorio di concerti fino al 1964. Fece parte del set di composizioni eseguite al provino per la Decca Records e nell'ottobre 1963 fu tra i brani interpretati nello spettacolo Sunday Night at the London Palladium.
È un rock and roll vibrante strutturato in dodici battute e il testo – che presenta strette coincidenze con I Need Some Money di John Lee Hooker – costituisce una celebrazione del denaro e del suo potere a cui i Beatles inneggiavano convintamente. Incisa dapprima il 18 luglio su sette nastri, venne ripresa e ultimata all'inizio della seduta pomeridiana del 30 luglio in altri sette riprese che includevano la sovraincisione del piano di George Martin posto all'inizio del brano e replicato a metà canzone, subito dopo l'urlo di Lennon – che è la voce principale sostenuta dai cori di Paul e George.
Soprattutto per la prestazione vocale di John Lennon, il brano viene considerato la reinterpretazione più riuscita nella carriera del quartetto e sei anni dopo fu eseguita da Lennon e la Plastic Ono Band al Rock'n'Roll Revival Concert tenutosi nel 1969 a Toronto e contenuta nell'album Live Peace in Toronto.

## Tracce
Lato A
1. It Won't Be Long – 2:17 (Lennon-McCartney)
2. All I've Got to Do – 2:08 (Lennon-McCartney)
3. All My Loving – 2:13 (Lennon-McCartney)
4. Don't Bother Me – 2:33 (Harrison)
5. Little Child – 1:52 (Lennon-McCartney)
6. Till There Was You – 2:20 (Willson)
7. Please Mr. Postman – 2:40 (Lee)

Durata totale: 16:03
Lato B
1. Roll Over Beethoven – 2:51 (Berry)
2. Hold Me Tight – 2:36 (Lennon-McCartney)
3. You Really Got a Hold on Me – 3:06 (Robinson)
4. I Wanna Be Your Man – 2:02 (Lennon-McCartney)
5. Devil in Her Heart – 2:31 (Drapkin)
6. Not a Second Time – 2:12 (Lennon-McCartney)
7. Money (That's What I Want) – 3:50 (Gordy, Bradford)

Durata totale: 19:08

## Formazione
- John Lennon – voce, chitarra ritmica, armonica a bocca; organo Hammond in I Wanna Be Your Man; tamburello in Don't Bother Me[12]
- Paul McCartney – voce, basso; pianoforte in Little Child; legnetti in Don't Bother Me[12]
- George Harrison – chitarra solista, cori; voce in Don't Bother Me, Roll Over Beethoven e Devil in Her Heart[12]
- Ringo Starr – batteria, tamburello, maracas; voce in I Wanna Be Your Man[12]

### Altri musicisti
- George Martin – pianoforte in You Really Got a Hold on Me, Money (That's What I Want) e Not a Second Time[12]